# Rudesindo
Rudesindo (Santo Tirso, 26 novembre 907 – Celanova, 1º marzo 977) fu vescovo di Mondoñedo e abate di Celanova. Fu proclamato santo da papa Celestino III nel 1195.

## Biografia
Figlio di Gutier Menendes e di sua moglie Ilduara, imparentati con le famiglie reali di Castiglia e León, fu avviato alla carriera ecclesiastica e la sua educazione fu affidata allo zio Savarico, vescovo di Mondoñedo.
Nel 925 era abate di San Salvador y Santa Cruz a Puerto Marín e nel maggio 927 risulta essere già vescovo di Mondoñedo.
Lasciò il governo della diocesi tra il 944 e il 948 e si ritirò come semplice monaco nell'abbazia di Celanova, da lui stesso fondata attorno al 942: divenne abate succedendo a Franquila, morto dopo il 959.
Essendo il vescovo Sisnando prigioniero di re Sancio, nel 960 fu chiamato ad amministrare la diocesi di Santiago di Compostela e ne curò il governo fino al 967, prendendo anche parte alle guerre contro mori e normanni.
Tornò poi al monastero, dove morì nel 977. Fu sepolto nella cappella di San Pietro della chiesa abbaziale di Celanova.

## Culto
Il cardinale Giacinto, legato pontificio, nel 1191 fece l'elevazione delle reliquie di Rudesindo e, divenuto papa con il nome di Celestino III, lo canonizzò nel 1195.
Nel 1601 i suoi resti vennero collocati in un'arca d'argento posta sull'altare maggiore della chiesa abbaziale.
Il suo elogio si legge nel Martirologio romano al 1º marzo.